# 七絲短額鮃
七絲短額鮃為輻鰭魚綱鰈形目鰈亞目鮃科的其中一種，為熱帶海水魚，分布於中西太平洋珊瑚海海域，棲息深度44-88公尺，體長可達7.8公分，棲息在沙底質底層水域，生活習性不明。

## 扩展阅读
維基物種上的相關：七絲短額鮃